# Werner Neumann (Musikwissenschaftler)
Werner Neumann (* 21. Januar 1905 in Königstein, Sachsen; † 24. April 1991 in Leipzig) war ein deutscher Musikwissenschaftler und Bachforscher. Er begründete 1950 das Bach-Archiv in Leipzig.

## Leben und Werk
Er studierte 1928 bis 1930 am Konservatorium in Leipzig bei Otto Weinreich, Fritz Reuter, Hermann Grabner und gleichzeitig (bis 1933) an der Universität Leipzig bei Theodor Kroyer, Hermann Zenck, Helmut Schultz (Musikwissenschaften), Theodor Litt, Hans Driesch (Philosophie, Psychologie), Walther von Wartburg, Philipp August Becker (Romanistik), legte 1933 das Staatsexamen für das künstlerische Lehramt ab und wurde 1938 mit der Arbeit „J. S. Bachs Chorfuge. Ein Beitrag zur Kompositionstechnik Bachs“ zum Dr. phil. promoviert.
1934 bis 1940 war er im höheren Schuldienst tätig und wurde dann für fünf Jahre zum Wehrdienst einberufen. Neumann stand 1944 in der Gottbegnadeten-Liste des Reichsministeriums für Volksaufklärung und Propaganda.
1945 bis 1950 wirkte er freischaffend als Musikpädagoge, Musikkritiker und Musikschriftsteller, zeitweilig als Dozent für Musikgeschichte an der Musikhochschule Leipzig.
Im Anschluss an die Deutsche Bachfeier 1950 gründete er am 20. November 1950 das Bach-Archiv in Leipzig als zentrale Dokumentations- und Forschungsstelle, die unter seiner Leitung (bis 1973) internationales Ansehen erringen konnte. Eröffnet wurde das Bach-Archiv am 23. Juni 1951 mit Sitz im Gohliser Schlösschen.
1953 bis 1974 war er mit Alfred Dürr Herausgeber des Bach-Jahrbuches, für das er zahlreiche Beiträge verfasste. Seit 1951 betreute er als DDR-Editionsleiter die 86-bändige „Neue Bach-Ausgabe“ (Leipzig-Göttingen), zu der er selbst eine Reihe von Kantatenbänden beisteuerte.
Als Vorstandsmitglied der Neuen Bachgesellschaft (seit 1952) und als deren Ehrenmitglied (seit 1975) sowie als Mitglied des Johann-Sebastian-Bach-Komitees der DDR (seit 1966) konnte er an der organisatorischen Entfaltung der modernen Bachpflege vielfältig mitarbeiten.
Seit 1971 war er Beiratsmitglied der ETERNA-Edition, Konzeptor und wissenschaftlicher Berater der Bach-Schallplattenreihe. 1974 wurde er als Ordentliches Mitglied in die Sächsische Akademie der Wissenschaften berufen.

## Das Bosehaus
Georg Heinrich Bose (1682–1731), ein reicher Kauf- und Handelsherr, war Eigentümer des nachfolgend erwähnten Gebäudes.
Zitate von Werner Neumann aus Sonderdruck aus Bach-Jahrbuch 1970, S. 22 und S. 26:
„Überprüft man die Taufbücher der Thomas-Kirche hinsichtlich der Familienbeziehungen Bach-Bose, so wird man durch die Tatsache überrascht, daß nicht weniger als fünf Patenschaften des Kantorhauses zwischen 1731 und 1742 durch Töchter der Bose-Familie gestellt worden sind. Die Trauerfälle, aber noch viel mehr die freudigen Ereignisse im Nachbarhaus (im „Bosischen Hauß am Thomas Kirch Hoffe“) müssen die musikalische Beteiligung Bachs herausgefordert haben“, so Werner Neumann. Abschließend empfiehlt dieser: „Es wäre schön, wenn es (das Bose-Haus) zu memorialen Aufgaben rückgeführt werden könnte“. 1973 wurde eine somit wissenschaftlich fundierte und von ihm geplante und ausgestaltete Gedenkstätte im Bose-Haus eingeweiht. Daraus ergab sich 1985 der Umzug des Bacharchivs aus dem barocken Gohliser Schlösschen in das restaurierte Bose-Haus und des Weiteren die Eröffnung eines Bach-Museums.
Das Bosehaus im Thomaskirchhof Nr. 16 gegenüber der Thomaskirche (Wirkungsstätte Johann Sebastian Bachs) gehört zu den kulturellen Einrichtungen und Sehenswürdigkeiten der Stadt Leipzig.

## Auszeichnungen
- 1954 Verleihung des Titels „Professor“ in Anerkennung seiner wissenschaftlichen Leistungen auf dem Gebiet der Bachforschung und seiner Verdienste als Leiter des Bach-Archivs Leipzig
- 1966 Verdienstmedaille der DDR
- 1968 Vaterländischer Verdienstorden in Bronze
- 1973 Nationalpreis der DDR
- 1981 Vaterländischer Verdienstorden in Silber

## Veröffentlichungen (Auswahl)
- Johann Sebastian Bachs Chorfuge. 1938, 1950.
- Handbuch der Kantaten J. S. Bachs. 1947.
- Katechismus der Musik (Lobe-Neumann). 1949.
- Auf den Lebenswegen J. S. Bachs. 1953.
- J. S. Bachs sämtliche Kantantentexte. 1956, 1967.
- Bach-Dokumente. Band 1–4 (Neumann-Schulze). 1963–1979.
- Bach, Eine Bildbiographie. 1961
- Aufgaben und Probleme der heutigen Bachforschung (= Sitzungsberichte der sächsischen Akademie der Wissenschaften zu Leipzig, philologisch-historische Klasse. Band 120.6). Akademie-Verlag, Berlin 1979.
- Das kleine Bachbuch. 1971 und 1985.
- Sämtliche von J. S. Bach vertonte Texte. 1974.
- Neue Bach-Ausgabe. 1954–1969 (Kantaten-Notenbände mit kritischen Berichten).
- Faksimile-Reihe Bachscher Werke und Schriftstücke.
- Einführungstexte zu Bach-Schallplatten.
- Zeitschriftenbeiträge.
- Besprechungen und Kritiken
- Aufsätze in Bach-Jahrbüchern
- Bach-Fest-Begleitbücher
- Festschriften
- Sammeldrucke
- Notenausgaben u. a.

Die betreffenden Verlage und Herausgeber, die Ausgaben und Auflagen
und die fremdsprachigen Übersetzungen der Werke bleiben im Rahmen dieses
Kurzporträts unerwähnt.